# Umag
Umag (wł. Umago) – miasto w Chorwacji, w żupanii istryjskiej, siedziba miasta Umag. Jest położony na wybrzeżu półwyspu Istria. W 2011 roku liczył 7093 mieszkańców.
W Umagu od wielu lat odbywa się Croatia Open – turniej tenisowy rangi ATP na kortach ziemnych. Miasto jest również znanym ośrodkiem turystycznym z wieloma campingami ciągnącymi się wzdłuż wybrzeża Adriatyku.
Podczas wykopalisk archeologicznych na Placu Wolności w Umagu w 2005 r., w jednym z grobów znalezionych na miejscu wczesnośredniowiecznego kościoła, zniszczonego po napadzie księcia Domagoja w 876 r., odkryto wyjątkowy kolczyk, tzw. Umaška naušnica. Jego eliptyczne ogniwo z brązu i srebra z trzema kolanami i grawerowanym wisiorkiem zostało stworzone przez odlewanie w jednoczęściowej formie. Kolczyk przechowywany jest w Muzeum Miejskim w Umagu.
W 1269 roku miasto podjęło decyzję o poddaniu się Republice Weneckiej, początkowo było to tylko formalność, ale od 1307 roku, w wyniku porozumień zawartych z Patriarchatem Treviso, oficjalnie stało się własnością Wenecji, pozostając nią aż do jej upadku w 1797 r. W ciągu pięciu weneckich stuleci Umag doświadczył kilku epidemii, które sprawiły, że miasto zostało na wpół opuszczone, dlatego w 1540 roku Wenecjanie próbowali ponownie zaludnić to terytorium rodzinami Morlacchi, Albańczykami, Dalmatyńczykami i Grekami.